# یاسنوو دل
یاسنوو دل (به صربی: Jasenov Del) یک منطقهٔ مسکونی در صربستان است که در Opština Babušnica واقع شده‌است. یاسنوو دل ۱۹۸ نفر جمعیت دارد.